# Croatanos
Los Croatanos son una tribu ficticia de garou (hombres lobo) del juego de rol Hombre Lobo: El Apocalipsis.

## Historia
Los Croatanos eran, junto con los Wendigo y los Uktena, los habitantes originales de Norteamérica. Se les conocía como el Hermano Mediano, centrados en el honor, siendo los Wendigo el Hermano Menor, los más jóvenes y fogosos, centrados en la gloria, y los Uktena el Hermano Mayor, los más reflexivos, centrados en la sabiduría.
Actuaban como mediadores entre ambas tribus, y debido a su extinción, estas se encuentran más alejadas que nunca. Los Croatanos cayeron en la lucha que entablaron contra uno de los aspectos del Wyrm conocido como Comealmas, que llegó a las costas de Norteamérica junto con una expedición inglesa, en el siglo XVII. Lograron evitar su expansión por el continente, pero al precio de su extinción. Esta victoria no fue tampoco un éxito total, pues Comealmas fue expulsado a la Umbra, donde volvió a acumular el poder que había perdido con este ataque.
- Datos: Q5486944